# Calidris minutilla
O maçariquinho ou pilrito-anão  (Calidris minutilla) é a uma das menores aves limícolas, aves costeiras associadas a regiões lamacentas, como manguezais. O nome do gênero científico vem do  grego antigo kalidris ou skalidris, um termo usado por Aristóteles para algumas aves ribeirinhas de cor cinza. O minutilla vem do latim medieval para "muito pequeno".
Foi descrito orginalmente pelo nome de Tringa minutilla em 1819.

## Descrição

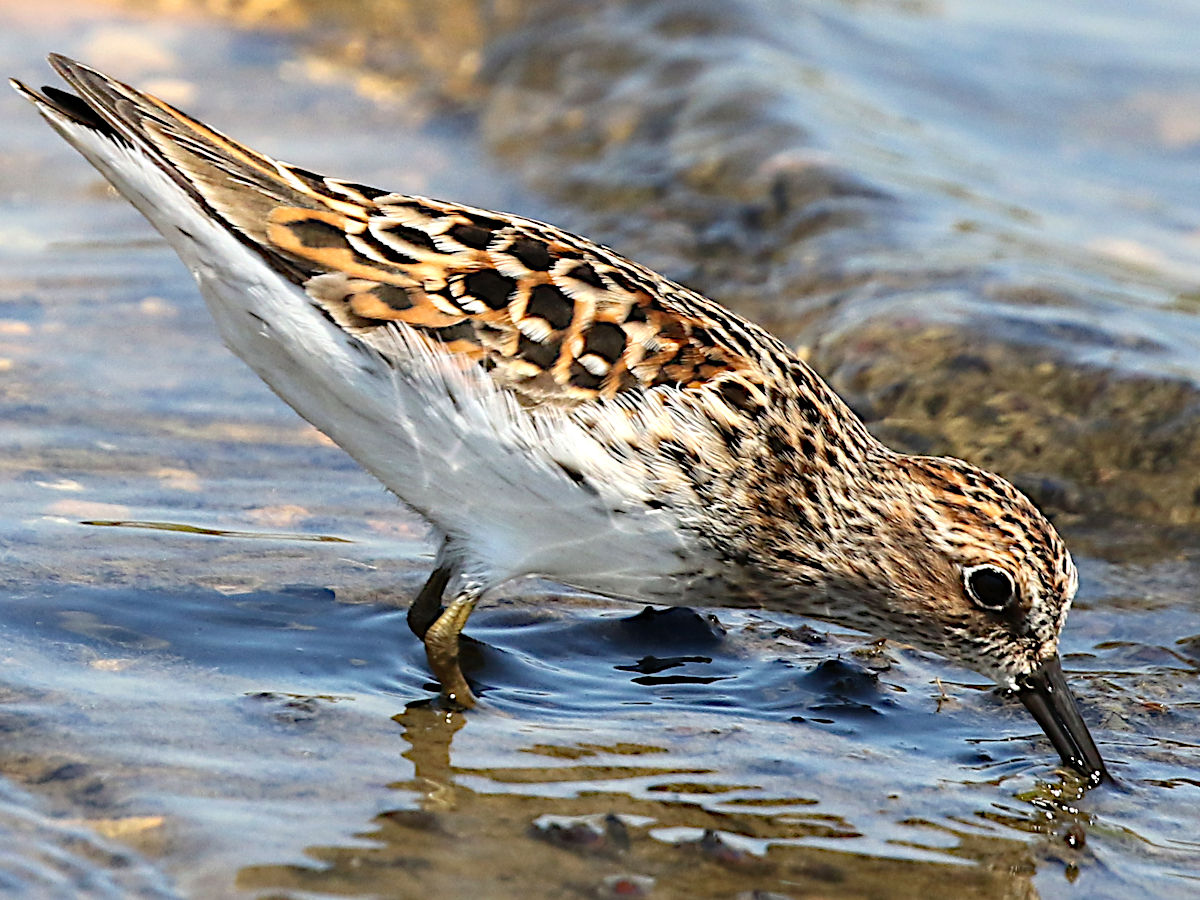
Maçariquinho forrageando

Os maçariquinhos são pássaros pequenos com patas amareladas e bico curto, fino e escuro. Os adultos reprodutores são castanhos com listras castanhas escuras na parte superior e brancas na parte inferior.  Eles têm uma linha clara acima do olho e uma coroa escura.Os juvenis apresentam coloração mais brilhante e arruivada que os adultos.
| Medidas     | Medidas  |
| ----------- | -------- |
| Comprimento | 13-15 cm |
| Peso        | 19-30 g  |
| Envergadura | 27-28 cm |

## Reprodução e migração
Seu habitat de reprodução é o norte do continente norte-americano, na tundra ou em pântanos. Eles se aninham no chão perto da água. A fêmea põe quatro ovos em um arranhão raso forrado com grama e musgo. Ambos os pais incubam; a fêmea deixa o ninho antes que os filhotes emplumem e às vezes antes da eclosão dos ovos. Os jovens pássaros se alimentam e são capazes de voar duas semanas após o nascimento.
Eles migram em bandos para o sul dos Estados Unidos, México, América Central, Caribe e norte da América do Sul. Ocasionalmente são encontrados na Europa Ocidental. Há registro da espécie em diversos estados brasileiros, incluindo na região sul do país, em manguezais e áreas costeiras de Sergipe e na Bacia Potiguar, no Rio Grande do Norte.

## Alimentação
Esses pássaros se alimentam em planícies lamacentas, usando principalmente a visão para localizar comida, e ocasionalmente sondando a lama com o bico, comendo crustáceos, insetos e caracóis.

### Identificação
- Jonsson, Lars & Peter J. Grant (1984) Identification of stints and peeps British Birds 77 (7): 293-315